# Banque de la république d'Haïti
Pour les articles homonymes, voir BRH.
La Banque de la république d'Haïti (BRH ; en créole haïtien : Bank Rèpiblik Dayiti) est une institution financière qui joue le rôle de banque centrale pour la république d'Haïti. À travers son conseil d'administration, elle a le pouvoir d’énoncer, de diriger et de superviser la politique monétaire. Elle autorise l’impression de billets et la frappe de monnaie et détermine les volumes des émissions en accord avec la loi.
La loi du 17 août 1979 portant création de la BRH dispose en son article 6 que celle-ci est dirigée par un conseil d’administration dont les membres sont nommés pour une période de trois ans renouvelable par arrêté du président de la République. Conformément aux dispositions de la Constitution de 1987, ils sont ratifiés par le Sénat de la République.

## Historique
En 1825, quelques années après l'indépendance d'Haïti et les suites des ravages de la guerre d'indépendance, un groupe industriel allemand, Hermann Hendrick et Co., proposa au secrétaire d’État haïtien, Joseph Balthazar Inginac, la création d'une banque à Haïti.
En 1826, le président Jean-Pierre Boyer reprit l'idée de la création d’une institution financière qui devait émettre des billets de banque, et aider à amortir la dette vis-à-vis de la France. Il émit le projet le 26 avril 1826 de créer une Banque d'Haïti dont les statuts étaient inspirés de ceux de la Banque de France. Les conseillers du président avait prévu un capital de six millions de gourdes. Hélas ce projet bancaire ne vit jamais le jour.
En 1838, des particuliers, avec l'accord du gouvernement, tentèrent vainement de créer une Banque agricole, industrielle et commerciale. Celle-ci, basée à Port-au-Prince, devait établir des succursales à Jérémie, aux Cayes, à Jacmel, au Cap-Haïtien et aux Gonaïves. Le capital était fixé à 500 000 gourdes divisé en 5 000 actions. Selon ses statuts, la banque pouvait commencer ses opérations dès que 1 000 actions étaient souscrites. Malheureusement, seulement 619 actions furent souscrites.
En 1859, sous le gouvernement du président Fabre Nicolas Geffrard, une nouvelle loi fut votée par les députés haïtiens afin de créer une banque. Faute de moyens financiers, le projet demeura lettre morte.
En 1874, le gouvernement haïtien accorde par contrat notarié à un certain Lazarre, de nationalité américaine[réf. nécessaire], une concession pour l’établissement de la Banque nationale d’Haïti avec un capital social de trois millions de piastres, dans la proportion d’un tiers pour le gouvernement et de deux tiers pour le concessionnaire. La durée de la concession était de trente années à l’expiration desquelles l’entreprise deviendrait propriété de l’État haïtien. La pose de la première pierre le 8 juin 1875. Le gouvernement dépose dans les chambres fortes de la banque 500 000 piastres, représentant la moitié de sa quote-part, et somma par acte d’huissier M. Lazarre de remplir ses engagements. Cette mise en demeure resta sans effet et un procès-verbal constatait la défaillance du concessionnaire ; le contrat est résilié. Le gouvernement décide alors de s’adresser au public haïtien pour obtenir le complément de financement. Le Président de la République et les ministres donnèrent l’exemple en y consacrant un mois de leur traitement. Les parlementaires et les fonctionnaires furent portés à les imiter. Cependant, la révolution qui renverse le gouvernement de Michel Domingue emporte le projet de création de la banque dont les fonds et le mobilier sont pillés.
C'est sous la présidence de Lysius Salomon que le pays se dota enfin d'une véritable institution financière. Le 30 juillet 1880, le ministre haïtien des Finances, Charles Laforesterie, signait à Paris un contrat accordant à la Société générale de crédit industriel et commercial la concession de la Banque nationale d’Haïti. Selon les termes de ce contrat, la nouvelle banque jouissait du privilège exclusif d’émission de billets. Elle pouvait effectuer aussi toutes les opérations commerciales de banque et assurer le service de la trésorerie. Ce contrat permit au CIC de « siphonner » les recettes fiscales du pays, en « [prélevant] des frais et commissions sur presque toutes les transactions effectuées par le gouvernement haïtien » et « près de la moitié des taxes gouvernementales sur les exportations » . Charles de Faubournet de Montferrand en était alors le secrétaire général[réf. nécessaire].
En septembre 1893, Frédéric Marcelin, alors ministre des Finances du gouvernement de Florvil Hyppolite, déposa à la Chambre un projet de loi autorisant la création d’une seconde banque, la Banque de Port-au-Prince. La concession aurait été accordée à un groupe d’hommes d’affaires du pays qui s’engageaient à fournir un million de dollars, représentant la moitié du capital social, et à réserver à l’État une participation à la propriété, à la gestion et aux bénéfices de l’entreprise. Face à l'hostilité de la Banque d'Haïti, le ministre retira son projet bancaire.
En octobre 1910, le contrat de concession fut résilié en faveur d’un consortium composé de Français, d’Allemands et d’Américains pour la création d’une nouvelle banque : la Banque nationale de la république d’Haïti (BNRH).

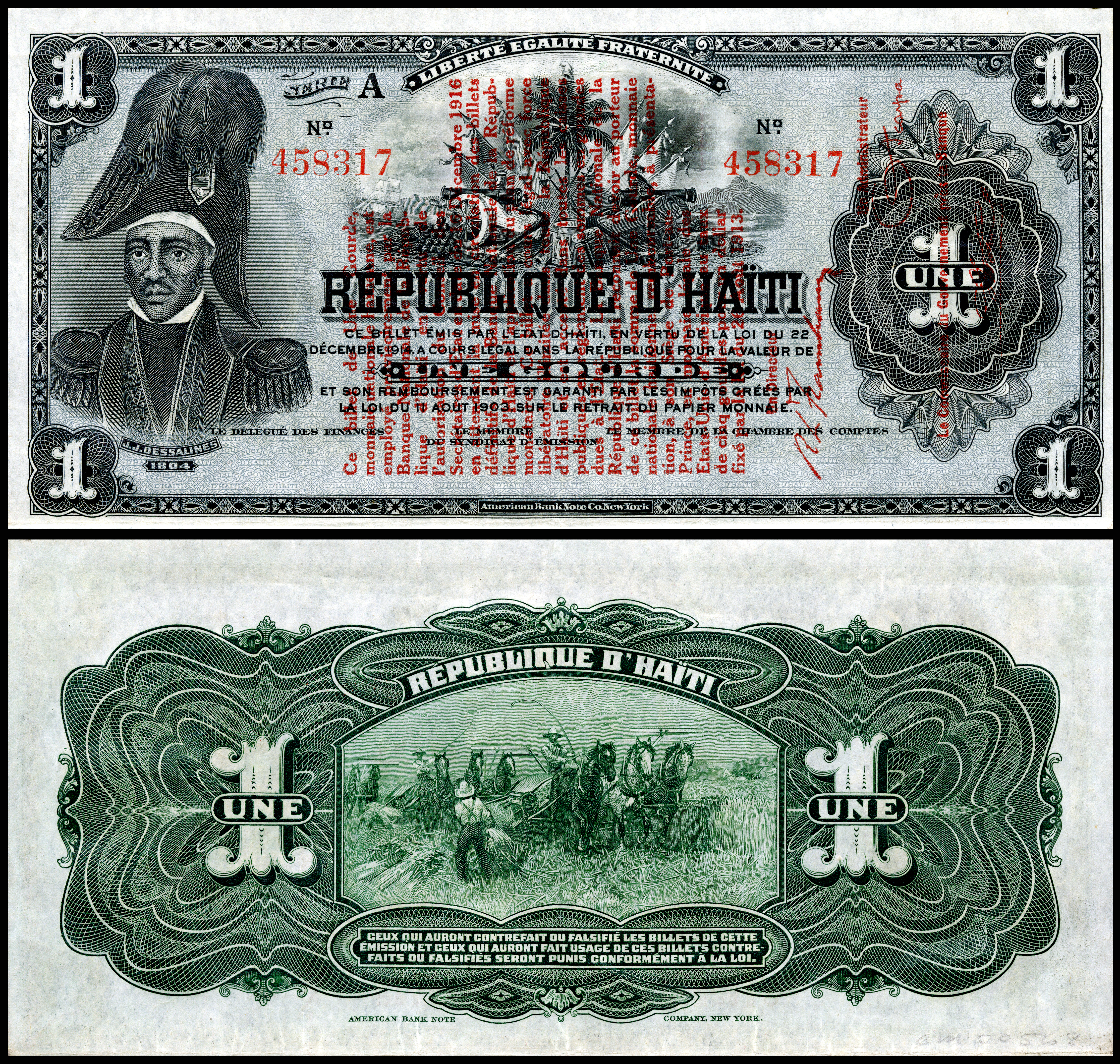
Billet d'une gourde émis par la Banque nationale de la république d'Haïti en 1916.

La Banque nationale de la république d’Haïti poursuivit ses opérations sous l'occupation américaine de 1915 à 1934, sous le contrôle des États-Unis. Dans les années 1930, un de ses codirecteurs est Philippe Kieffer, le futur commandant des commandos Kieffer.
En 1947, la Banque nationale de la république d’Haïti devint entièrement haïtienne, assurant tous les services financiers de l’État. L’établissement à Haïti, dans le courant des années 1970, de plusieurs banques privées, obligea l'institution bancaire à prendre de nouvelles orientations. En 1979, la Banque nationale de la république d’Haïti fut remplacée par deux institutions financières autonomes et indépendantes : la Banque nationale de crédit (BNC), remplissant les fonctions de banque commerciale, et la Banque de la république d’Haïti (BRH), jouant le rôle de banque centrale.